# Atletisme als Jocs Olímpics d'Estiu de 1928 - llançament de pes masculí
El llançament de pes masculí va ser una de les proves del programa d'atletisme disputades durant els Jocs Olímpics d'Amsterdam de 1928. La prova es va disputar el 29 de juliol de 1928 i hi van prendre part 22 atletes de 14 nacions diferents.

## Medallistes
| Or              | Plata               | Bronze                |
| John Kuck (USA) | Bruce Bennett (USA) | Emil Hirschfeld (GER) |

## Rècords
Aquests eren els rècords del món i olímpic que hi havia abans de la celebració dels Jocs Olímpics de 1928.
| Rècord del Món | 15,79 m | Emil Hirschfeld  | Breslau (GER)  | 29 juny 1928   |
| Rècord Olímpic | 15,34 m | Patrick McDonald | Estocolm (SWE) | 10 juliol 1912 |

Primer Bruce Bennett va establir un nou rècord olímpic en la primera ronda de classificació amb un llançament de 15,75 metres. Emil Hirschfeld també va millorar l'antic rècord olímpic en el primer llançament, però es quedà a tres centímetres del tir de Bennett. En la segona ronda de la final John Kuck va establir un nou rècord del món amb 15,87 metres.

## Calendari
| Data                         | Horari | Ronda               |
| ---------------------------- | ------ | ------------------- |
| dimarts 21 de juliol de 1928 | 14:00  | Classificació Final |

## Resultats
Els sis millors llançadors es van classificar per a la final. L'ordre de llançament no està disponible i les sèries de llançament només estan disponibles de manera incompleta per als sis millors llançadors.
| Pos. | Grup | Atleta              | Nació          | 1          | 2          | 3          | 4                   | 5                   | 6                   | Distància | Desempat | Notes |
| ---- | ---- | ------------------- | -------------- | ---------- | ---------- | ---------- | ------------------- | ------------------- | ------------------- | --------- | -------- | ----- |
| 1    | 2    | John Kuck           | Estats Units   | 15.00e     | 14.80e     | 15.43      | 15.10e              | 15.87 RM            | 15.20e              | 15.87     |          | RM    |
| 2    | 1    | Bruce Bennett       | Estats Units   | 15.75 RO   | 15.30e     | 15.30e     | 15.40e              | 15.20e              | 15.50e              | 15.75     |          |       |
| 3    | 2    | Emil Hirschfeld     | Alemanya       | 15.72      | 14.98      | 15.52      | 15.63               | 14.78               | 15.01               | 15.72     |          |       |
| 4    | 1    | Eric Krenz          | Estats Units   | 13.80      | 14.99      | Desconegut | Desconegut          | Desconegut          | Desconegut          | 14.99     |          |       |
| 5    | 1    | Armas Wahlstedt     | Finlàndia      | 14.69      | 14.40e     | 13.90e     | 14.00e              | 13.90e              | 13.92               | 14.69     | 13.92    |       |
| 6    | 1    | Wilhelm Uebler      | Alemanya       | 14.69      | 14.64      | 14.66      | 13.91               | 14.58               | 13.82               | 14.69     | 13.82    |       |
| 7    | 2    | Harlow Rothert      | Estats Units   | Desconegut | Desconegut | Desconegut | No passa a la final | No passa a la final | No passa a la final | 14.68     |          |       |
| 8    | 2    | József Darányi      | Hongria        | Desconegut | Desconegut | Desconegut | No passa a la final | No passa a la final | No passa a la final | 14.35     |          |       |
| 9    | 2    | Paavo Yrjölä        | Finlàndia      | Desconegut | Desconegut | Desconegut | No passa a la final | No passa a la final | No passa a la final | 14.01     |          |       |
| 10   | 1    | Werner Nüesch       | Suïssa         | Desconegut | Desconegut | Desconegut | No passa a la final | No passa a la final | No passa a la final | 13.77     |          |       |
| 11   | 2    | Édouard Duhour      | França         | Desconegut | Desconegut | Desconegut | No passa a la final | No passa a la final | No passa a la final | 13.72     |          |       |
| 12   | 2    | Nikolai Feldmann    | Estònia        | Desconegut | Desconegut | Desconegut | No passa a la final | No passa a la final | No passa a la final | 13.54     |          |       |
| 13   | 2    | Johan Trandem       | Noruega        | Desconegut | Desconegut | Desconegut | No passa a la final | No passa a la final | No passa a la final | 13.40     |          |       |
| 14   | 2    | František Douda     | Txecoslovàquia | Desconegut | Desconegut | Desconegut | No passa a la final | No passa a la final | No passa a la final | 13.12     |          |       |
| 15   | 2    | Dimitrios Karabatis | Grècia         | Desconegut | Desconegut | Desconegut | No passa a la final | No passa a la final | No passa a la final | 12.98     |          |       |
| 16   | 2    | Ion David           | Romania        | Desconegut | Desconegut | Desconegut | No passa a la final | No passa a la final | No passa a la final | 12.82     |          |       |
| 17   | 1    | Rex Woods           | Regne Unit     | Desconegut | Desconegut | Desconegut | No passa a la final | No passa a la final | No passa a la final | 12.70     |          |       |
| 18   | 1    | Raoul Paoli         | França         | Desconegut | Desconegut | Desconegut | No passa a la final | No passa a la final | No passa a la final | 12.68     |          |       |
| 19   | 1    | Alexandru Fritz     | Romania        | Desconegut | Desconegut | Desconegut | No passa a la final | No passa a la final | No passa a la final | 12.55     |          |       |
| 20   | 2    | Auguste Vos         | Bèlgica        | Desconegut | Desconegut | Desconegut | No passa a la final | No passa a la final | No passa a la final | 12.52     |          |       |
| 20   | 2    | Robert Howland      | Regne Unit     | Desconegut | Desconegut | Desconegut | No passa a la final | No passa a la final | No passa a la final | 12.52     |          |       |
| 22   | 1    | Jesús Aguirre       | Mèxic          | Desconegut | Desconegut | Desconegut | No passa a la final | No passa a la final | No passa a la final | 11.33     |          |       |